# Francesco Fisichella
Francesco Fisichella (Catania, 1841 – Messina, 28 december 1908) was een kanunnik van het aartsbisdom Catania in het koninkrijk Italië.
Fisichella was privaatdocent rechtsfilosofie aan de faculteit rechtsgeleerdheid van de universiteit van Catania op Sicilië. Hij publiceerde enkele essays over eigendomsrecht, erfrecht en huwelijksrecht., Fisichella verzette zich tegen de komst van een zekere dominee Gaetano Zocco in de stad.
Tevens was Fisichella hoofdbibliothecaris van de stedelijke bibliotheek Biblioteca Civica di Catania. Deze bibliotheek was de abdijbibliotheek van de afgeschafte abdij der benedictijnen. Na de afschaffing in de nadagen van de eenmaking van Italië moest de stad deze bibliotheek verder beheren. Fisichella was de leidinggevende van deze bibliotheek van 1878 tot 1902.
In 1908 stierf Fisichella tijdens de aardbeving van 1908 die de stad Messina verwoestte.

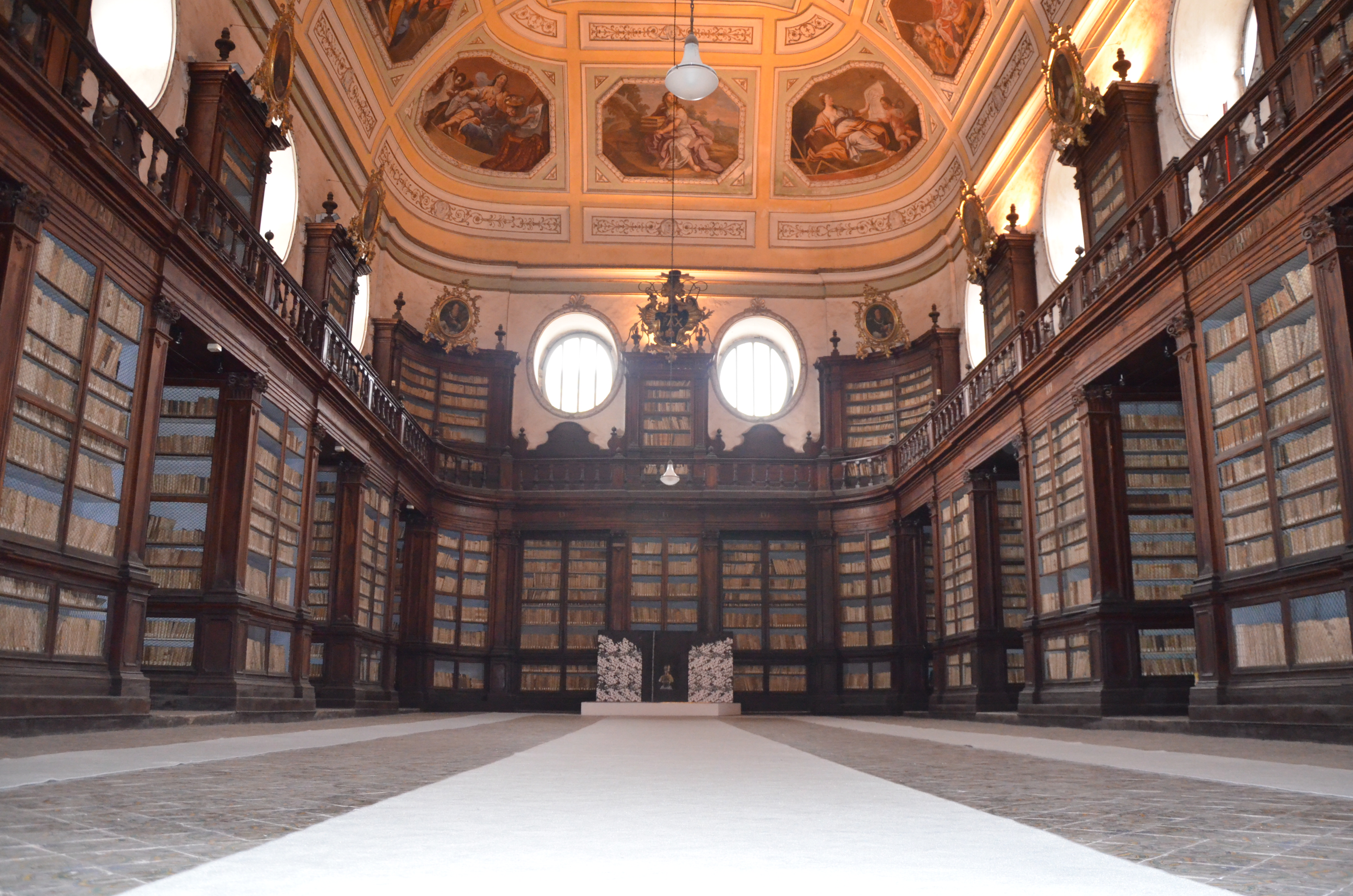
Museo Civico van Catania. Voormalige benedictijnenabdij met abdijbibliotheek.